# Thoradonta lativertex
Thoradonta lativertex är en insektsart som beskrevs av Günther, K. 1938. Thoradonta lativertex ingår i släktet Thoradonta och familjen torngräshoppor. Inga underarter finns listade i Catalogue of Life.